# 鼓丘地
鼓丘地是由兩個或以上的鼓丘在相同的地點組成的丘陵群，通常在大陸冰川內容易產生，大小不一，而鼓丘地範圍甚至可從幾十公里至數百公里，也稱鼓丘田。鼓丘地於大陸冰川內形成率最高，山谷冰川內形成率則最低。